# Parthenicus brevicornis
Parthenicus brevicornis är en insektsart som beskrevs av Knight 1968. Parthenicus brevicornis ingår i släktet Parthenicus och familjen ängsskinnbaggar. Inga underarter finns listade i Catalogue of Life.